# 左翼联盟 (芬兰)
左翼联盟（芬蘭語：Vasemmistoliitto，缩写为Vas）是芬兰的一个左翼政党。该党成立于1990年，创始党员主要来自芬兰人民民主联盟、芬兰共产党及芬兰妇女民主联盟。它的意识形态是民主社会主义、生态社会主义。它的政治立场是左翼。从2024年10月起党主席为米尼娅·科斯凯拉，书记是安娜·迈基派。它的总部位于赫尔辛基。它是欧洲左翼党和北欧绿色左翼联盟的成员。该党现为芬兰议会第六大党，占有11个席位。